# 第278步兵師 (德國國防軍)
第278步兵師（德語：278. Infanterie-Division）是納粹德國國防軍陸軍的一個步兵師。該師原訂於1940年5月組建，但法國戰役的勝利並沒有成事。該師最終於1943年11月組建。
該師組建後，一直在意大利作戰。
1945年3月，該師遭受重創後改編為第278國民擲彈兵師（德語：278. Volksgrenadier-Division）。該師最後於1945年5月向美軍投降。

## 註腳
1. ↑  源自腓特烈大帝的巨人掷弹兵团
2. ↑  Mitcham（2007年）